# Muo
Muo (cyr. Муо) – wieś w Czarnogórze, w gminie Kotor. W 2011 roku liczyła 620 mieszkańców.